# Die Antwoord
Die Antwoord (di ˈantvʊərt, в превод от африканс – „Отговорът“) е южноафриканска хип-хоп група, създадена в Кейптаун през 2008 г. Групата е съставена от рапърите Уоткин Тюдор Джоунс (Нинджа) и Анри Дю Туа (Йоланди Фисер) и продуцентите HITEK5000 и Lil2Hood. Образът им е фокусиран върху южноафриканската контракултура зеф.

## История
Групата е създадена през 2008 г., а дебютният им албум $O$ излиза през 2009 г. През 2010 г. подписват с Interscope Records, а през април е първото им представление на международен концерт – музикалния фестивал Коучела в Индиоу, Калифорния, пред 40 000 души. След това се отправят на международно турне.
През ноември 2011 г. групата скъсва отношенията си с Interscope, тъй като лейбълът иска те да правят по-общоприета музика. В резултат на това, групата създава свой независим лейбъл (Zef Recordz) и издават албума си Ten$Ion чрез него. Песните в албума правят групата световноизвестна и тя започва да бъде канена от американски предавания. Въпреки това, албумът е зле приет от повечето музикални критици.
През юни 2014 г. групата издава третия си албум, Donker Mag. През 2015 г. групата съобщава, че е започнала работа с Диджей Мъгс от Cypress Hill. На следващата година Die Antwoord издава албума си Mount Ninji and da Nice Time Kid.
В началото на 2017 г. групата обявява, че ще издаде последния си албум, озаглавен The Book of Zef, през септември месец. Албумът, обаче, се забавя и заглавието му е променено на The House of Zef. В крайна сметка, той вижда бял свят чак през март 2020 г.
През 2022 г. осиновеният син на Нинджа и Йоланди, Габриел "Токи" дю През, ги обвини в малтретиране, сексуално насилие и робство срещу него и сестра му Мейзи във видео, публикувано в Youtube.

## Дискография

### Студийни албуми
- $O$ (2009)
- Ten$ion (2012)
- Donker Mag (2014)
- Mount Ninji and da Nice Time Kid (2016)
- House Of Zef (2018)

### EP
- 5 (2010)
- Ekstra (2010)